# Палучане
Палуча́не (также северные великополяне; пол. pałuczanie, wielkopolanie północni) — cубэтническая группа поляков, населяющая историческую область Палуки (на сопредельных территориях северо-восточной части Великопольского и западной части Куявско-Поморского воеводств). Входит в состав великополян. Палучане отличаются от окружающего их остального польского населения диалектными и культурно-бытовыми особенностями.

## Общие сведения
Происхождение палучан связывают с образованием на территории региона средневекового шляхетского рода Палуков.
Палучане до настоящего времени сохраняют осознание своего отличия от основного польского этнического массива и элементы народной культуры. В частности, в Палуках до сих пор создаются праздничные украшения, присущие только данному региону — особый тип пасхальных пальм и бумажных цветов. Наиболее ярко выделялся женский народный костюм палучан с чепцом — головным убором, украшенным вышивкой в виде свисающих полос. В прошлом палучан выделяли диалектные особенности — палуцкие говоры заметно отличались от говоров остального польского населения, окружающего Палуки.
Особое значение для Палук имело немецкое влияние на язык и культуру местного польского населения. Окончательно Палуки переходят под власть Пруссии в 1799 году. В регион в большом числе стали переселяться немцы и евреи. Уже в первой половине XIX века польское население было сильно германизировано.

## Область расселения

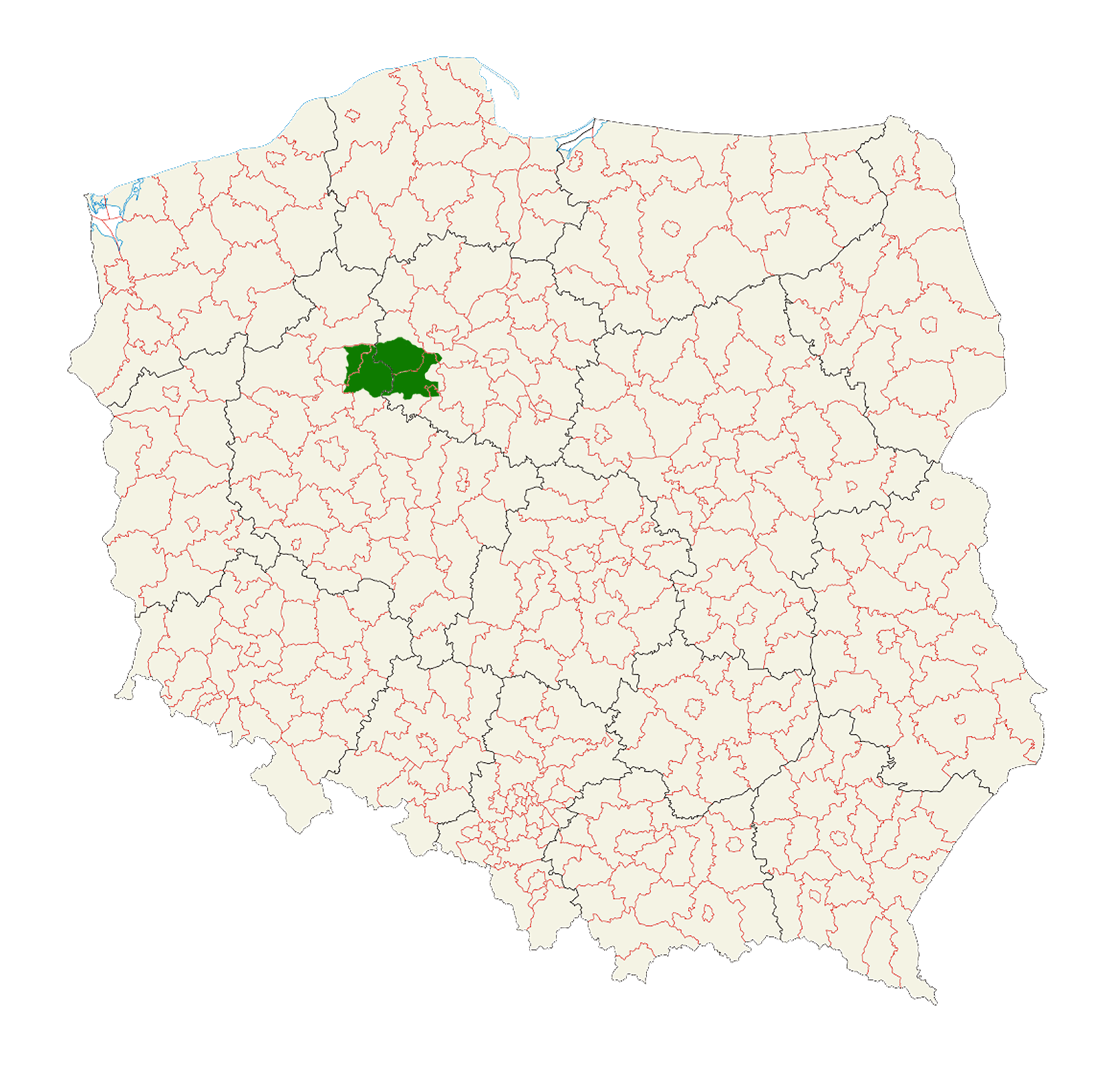
Область Pałuki на карте Польши

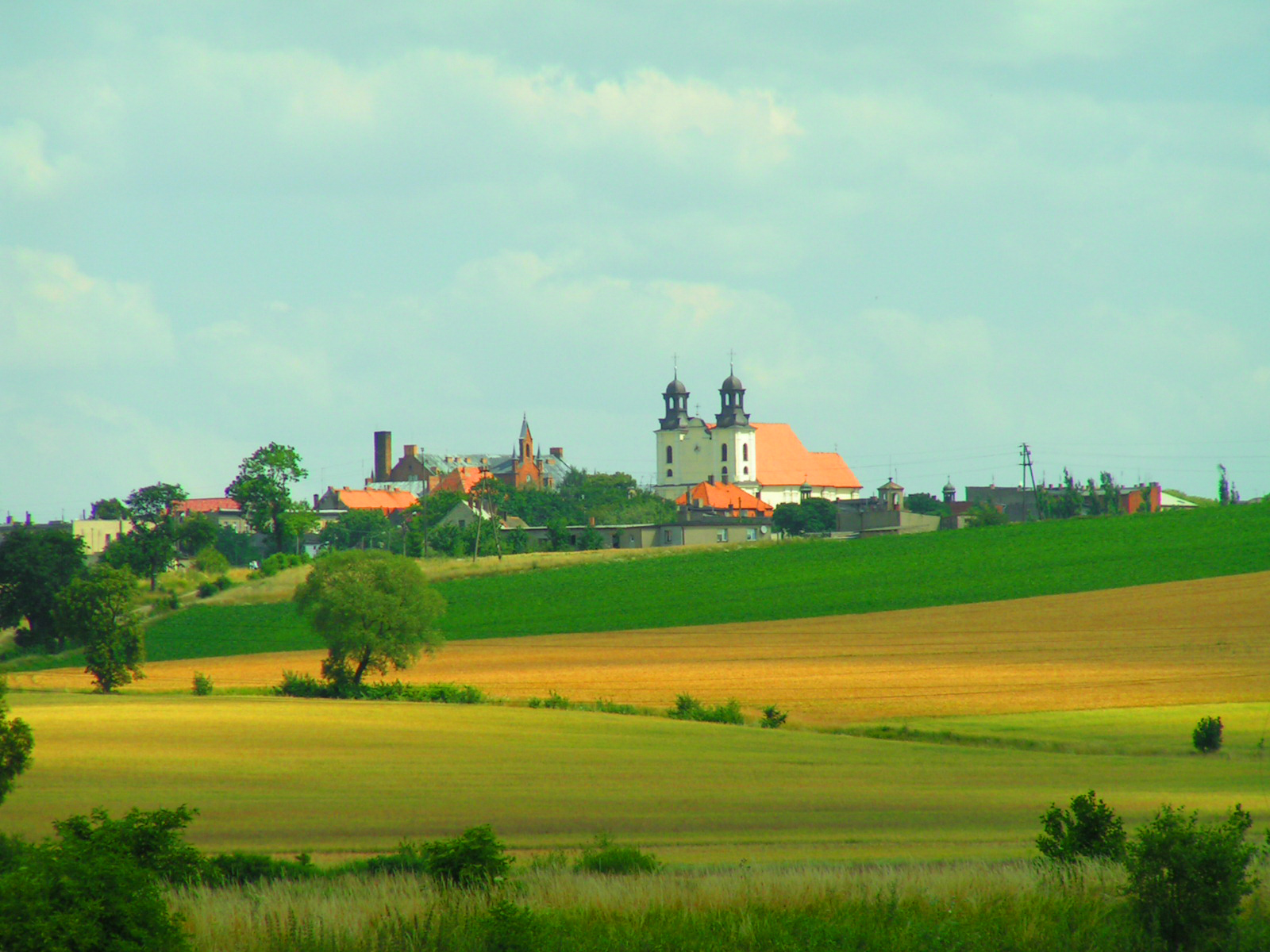
Область Pałuki — вид на город Кцыня

Область расселения палучан, историко-географический регион Pałuki, является частью Великопольши. С севера к Палукам примыкает область Куявия, с востока — область Крайна. Согласно современному административно-территориальному делению Польши, этот регион разделён между Великопольским (западная часть Палук) и Куявско-Поморским воеводствами (восточная часть Палук).
Западные Палуки размещены на части территории Ходзеского и Вонгровецкого повятов (в окрестностях Вонгровца), Восточные Палуки — на части территории Накловского и Жнинского повятов (в окрестностях Кцыни, Шубина и Жнина).
Регион Палуки расположен в северной части Великопольши в междуречье правых притоков Варты — Нотеци и Велны. Географически Палуки охватывают северные части Великопольско-Куявской низменности и Гнезненьской возвышенности. Самое низкое место — место впадения реки Маргонинки в Нотець (48 м над уровнем моря), самое высокое место — вершина Хелминки к северу от Кцыни (161 м над уровнем моря). На территории региона расположено более ста озёр (Лекненьское, Большое Брахолиньское, Малое Брахолиньское, Ргельское и многие другие).

## Говоры
К особенностям палуцких говоров относятся такие черты, как отсутствие перехода eu̯ > ou̯;
отсутствие чёткого различения y и i, вместо i отмечается звук yi: du̯obryi (литер. dobry «хороший»).

## Особенности народной культуры
В культуре палучан преобладают черты, характерные для остальной Великопольши.